# Henk Bijvanck
Henk Bijvanck, né le 6 novembre 1909 à Kudus (Java) et mort le 5 septembre 1969 à Heemstede, est un compositeur néerlandais.

## Biographie
Il étudie la composition avec Franz Schmidt et le piano avec Andrassy à Vienne. Il y commence une carrière de pianiste, puis enseigne le piano au Lycée musical d'Amsterdam de 1945 à 1947.

## Œuvres
- 1943 : Concerto pour piano
- 1944 : Symphonie « Libération »
- 1952 : Symphonie « Lourdes »
- Symphonie no 2

Il a aussi écrit de la musique de chambre et des œuvres vocales.